# Friedrich Pockels

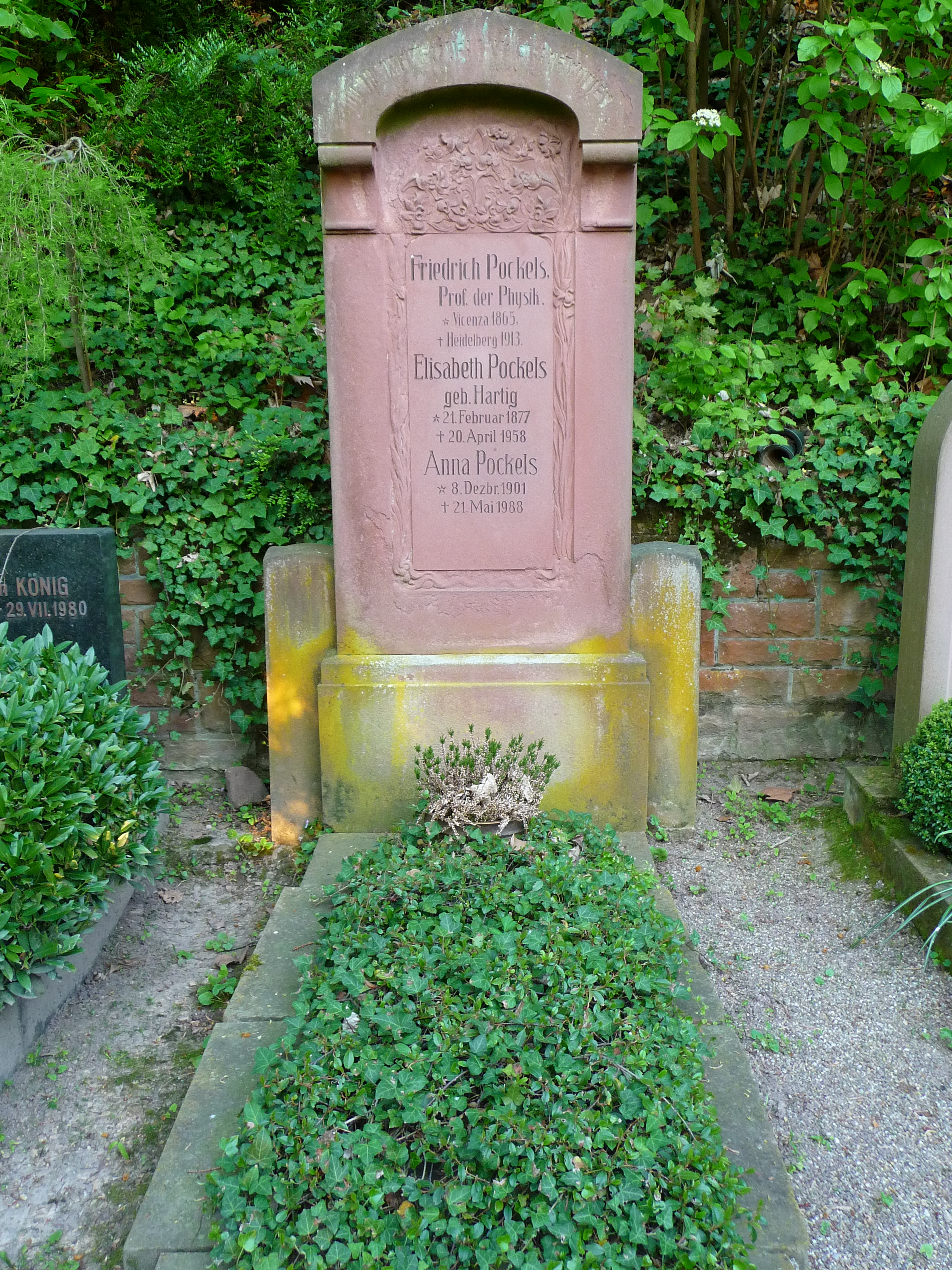
Nagrobek Friedricha Pockelsa na cmentarzu w Heidelbergu

Friedrich Carl Alwin Pockels (ur. 18 czerwca 1865 w Vicenzy we Włoszech, zm. 29 czerwca 1913 w Heidelbergu) – niemiecki fizyk, najbardziej znany jako odkrywca dwójłomności wywoływanej polem elektrycznym, zwanej od jego nazwiska efektem Pockelsa.

## Życiorys
Friedrich Pockels urodził się w północnych Włoszech, gdzie stacjonował jego ojciec, Theodor Pockels, oficer armii austriackiej. Od 1883 roku studiował na Uniwersytecie Technicznym w Brunszwiku, następnie we Fryburgu Bryzgowijskim i Getyndze. W 1888 roku uzyskał w Getyndze doktorat, a w 1892 habilitację w dziedzinie fizyki teoretycznej. W 1896 otrzymał stanowisko profesorskie na Uniwersytecie Technicznym w Dreźnie, a w 1900 na Uniwersytecie w Heidelbergu. Jego siostra, Agnes Pockels, również zajmowała się fizyką.